# Александровка (Бузов'язівська сільська рада)
Алекса́ндровка (рос. Александровка, башк. Александровка) — село у складі Кармаскалинського району Башкортостану, Росія. Входить до складу Бузов'язівського сільської ради.
Населення — 174 особи (2010; 261 в 2002).
Національний склад:
- росіяни — 45 %
- українці — 30 %